# Dmitrij Chlestov
Dmitrij Alekseevič Chlestov (in russo Дмитрий Алексеевич Хлестов?; Mosca, 21 gennaio 1971) è un ex calciatore sovietico, dal 1992 russo, di ruolo difensore.

## Palmarès

### Club
- Campionato russo: 8

Spartak Mosca: 1992, 1993, 1994, 1996, 1997, 1998, 1999, 2000
- Coppa dell'URSS: 1

Spartak Mosca: 1992
- Coppa di Russia: 3

Spartak Mosca: 1994, 1998, 2003